# Desperate Remedies
Desperate Remedies is een roman van de Engelse schrijver Thomas Hardy. Het was zijn eerste gepubliceerde roman, nadat een eerder werk van zijn hand was geweigerd. Het boek verscheen anoniem in 1871.

## Samenvatting
Cytherea en haar broer Owen Graye zijn kinderen van de architect Ambrose Graye. Hij heeft zijn dochter genoemd naar zijn eerste grote liefde, die hij nooit heeft kunnen vergeten. Na de dood van Ambrose door een val van een kerktoren waarop hij aan het werk was, raken de kinderen in ernstige financiële problemen, omdat hun vader onverantwoorde leningen had verstrekt en verkeerde beleggingen had gedaan. Zij zien zich genoodzaakt hun woonplaats te verlaten en elders emplooi te vinden. Het noodlot speelt in veel van Hardy's werken een centrale rol; zo ook hier. Owen vindt tijdelijk werk bij een architect en Cytherea probeert als gouvernante aan de kost te komen. Zij belandt uiteindelijk in het huishouden van Miss Aldclyffe, die zich sterk aan haar hecht en die de oude vlam van haar vader blijkt te zijn. Miss Aldclyffe dringt aan op een verbintenis tussen haar buitenechtelijke kind Aeneas Manston en Cytherea, en onder die druk en de noodzaak voor haar zieke broer te zorgen, stemt zij toe. Zij is echter verliefd op de goede Edward Springrove, maar deze heeft zich al met een ander verloofd.
Manston is een dubieus figuur, die voorgeeft dat zijn eerste vrouw bij een brand is omgekomen. Het huwelijk wordt doorgezet en Cytherea komt erachter dat Edward zijn verloving heeft verbroken. Ook is er reden om aan te nemen dat Manstons vrouw nog in leven is. Op het laatste moment weet zij, door de inspanningen van Edward Springrove en haar broer, aan het huwelijk te ontsnappen. In het vervolg, dat leest als een detectiveroman, wordt verteld hoe bewijsmateriaal wordt verzameld tegen Manston, die zijn eerste vrouw blijkt te hebben gedood. Manston wordt opgepakt, schrijft een volledige bekentenis in de cel en verhangt zich daar vervolgens. Miss Aldclyffe is door een en ander ernstig ziek geworden en op haar sterfbed biecht zij alles aan Cytherea op. Cytherea trouwt met haar Edward, en samen erven ze het landgoed en de bezittingen van Miss Aldclyffe.